# 에트라비린
에트라비린(Etravirine)(ETR, 상품명 인텔렌스, 초기명은 TMC125)은 HIV치료에 사용되는 약물이다.
에트라비린(Etravirine)은 비뉴클레오시드 역전사효소 억제제(NNRTI)다.
현재 이 그룹에서 사용가능한 약물과는 달리, 다른 NNRTI에 대한 내성은 에트라비린(Etravirine)에 대한 내성을 유도하지 않는 것으로 보인다. 에트라비린(Etravirine)은 존슨&존슨의 자회사인 티보텍(Tibotec)에서 판매한다.
2008년 1월 식품의약국은 다른 약물에 대한 내성이 확립된 환자에 대한 사용을 승인하여, 에트라비린(Etravirine)은 미국에서 30번째로 승인된 HIV치료제가 되었다. 또한 2008년 4월 1일에는 캐나다에서 사용하도록 승인이 되었다.
에트라비린(Etravirine)은 미국, 캐나다, 이스라엘, 러시아, 호주, 유럽연합(EU)에서 라이센스를 받았고 스위스는 규제당국의 검토 중이다.

## 적응증과 용법용량
에트라비린(Etravirine)은 다른 항레트로바이러스제와 병용해서 다음과 같은 적응증에 사용된다. 인간면역결핍바이러스 타입1(HIV-1)감염으로 항레트로바이러스 치료를 했던 적이 있지만 비뉴클레오시드 역전사효소 억제제(NNRTI)및 기타 항레트로바이러스 약물에 내성이 있는 HIV-1 균주의 증거와 바이러스 복제의 증거가 있는 성인환자에게서 사용된다.
에트라비린(Etravirine)의 권장용량은 식사 후 매일 2회 200mg(2011년 3월 18일 기준 2 x 100 mg 정제, 또는 1 x 200 mg 정제)이다. 식단의 유형은 에트라비린(Etravirine)의 효과에 영향을 미치지 않는다.

## 금기사항
각 100mg 에트라비린(Etravirine) 정제에는 160mg의 유당이 포함되어있다. 갈락토오스 불내성, Lapp 락타아제 결핍 또는 포도당-갈락토오스 흡수 장애와 같은 희귀한 유전적 문제가 있는 환자는 이 약을 복용해서는 안된다.

## 작용기전
에트라비린(Etravirine)은 2세대 비뉴클레오시드 역전사효소 억제제(NNRTI)로, 가장 일반적으로 처방되는 1세대 NNRTI 중 두가지, 즉 에파비렌즈(Efavirenz)에 대한 돌연변이 K103N과 네비라핀(nevirapine)에 대한 Y181C에 대한 내성 돌연변이를 가진 HIV에 대해 활성화 되도록 설계되었다.
이런 효력은 분자로서의 에트라비린(Etravirine)의 유연성과 관련이 있는 것으로 보인다. 에트라비린(Etravirine)은 여러 형태로 역전사 효소에 결합할 수 있는 형태 이성질체를 가진 유기분자의 한 유형인 다이아릴피리미딘(diarylpyrimidine, DAPY)으로, 돌연변이가 있는 경우에도 에트라비린(Etravirine)과 효소 사이에 보다 안정적인 상호작용을 가능하게 한다.
다른 다이아릴피리미딘(diarylpyrimidine, DAPY)유사체는 현재 항 HIVV제제, 특히 릴피비린(rilpivirine)이 있다.

## 경고 및 위험
2009년에 에트라비린(Etravirine)의 처방정보에는 다음의 사항이 추가되었다
"스티븐슨-존슨 증후군, 독성 표피 괴사 및 다형성 홍반 사례에 대한 시판 후 보고서와 발진, 체질 변화, 간부전을 포함한 장기 기능 장애를 특징으로 하는 과민반응. 심각한 피부반응이나 과민 반응의 징후와 증상이 나타나면 즉시 인텔렌스 요법을 중단해야함."

## 약물 재창출
에트라비린(Etravirine)은 약물 재창출 응용 프로그램에 사용하기 위해 연구되었다. 의학저널 Movement Disorders에 게재된 논문에서 에트라비린(Etravirine)은 프라탁신(frataxin) 생산을 증가시키는 것으로 나타났다. 프라탁신(frataxin) 결핍은 프리드리히 운동 실조증(Friedreich's ataxia)의 핵심 구성 요소이며, 조정력과 근력의 점진적인 상실을 유발하여 운동 장애와 휠체어의 지속적인 사용을 유발하는 유전 장애다.